# Michiko Kon
Michiko Kon (今道子, Kon Michiko, née en 1955) est une photographe japonaise.

## Études et biographie
Michiko Kon a étudié deux ans au Tokyo Photographic College .
La décennie après 2000, Michiko Kon a mis en suspens sa carrière de photographe pour s'occuper de sa mère vieillissante.

## Thèmes et styles
Dans ses photographies, généralement en noir et blanc, influencée par le surréalisme, Michiko Kon associe aliments et objets ou vêtements dans des natures mortes.
Certains commentateurs ont vu dans cet aspect de son œuvre une critique de la société de consommation et de l'atmosphère de la Bubble economy qui régnait au Japon dans les années 80 et 90. Cette interprétation a surpris la photographe.
Dans d'autres photographies, Michiko Kon utilise le principe du collage pour placer des objets insolites au milieu de fleurs ou d'aliments.
Depuis 2012, Michiko Kon intègre dans ces photographies de vieilles photos de famille ou des objets japonais anciens ; elle joue ainsi avec les concepts de nostalgie et promeut un dialogue sur la vie et la mort et sur le passage du temps.

## Prix et récompenses
- 1987: lauréate du prix Higashikawa dans la section « espoirs »
- 1990: Prix Ihei Kimura.

## Publications
- 1991: EAT―今道子写真集 (Editeur: 小学館)  (ISBN 978-4096806012)
- 1996: Kon Box (Tucson, AZ & Tokyo, Nazraeli Press & Photo Gallery International)
- 1997: 今道子 (Editeur: 光琳社出版)  (ISBN 978-4771302129)
- 1997: Still Lifes (Editeur: Aperture)  (ISBN 978-0893817299)